# 4e régiment de chasseurs à pied de la Garde impériale

Le 4e Chasseurs de la Garde est un régiment d'élite des guerres napoléoniennes. Il fait partie de la Garde impériale.

## Création et différentes dénomination
- 1815 - Créé et nommé 4e régiment de Chasseurs-à-Pied de la Garde impériale
- 1815 - Dissous

## Les chefs de corps
- 1815 : Christophe Henrion

## Batailles
- 1815 : Bataille de Ligny
- 1815 : Bataille de Waterloo